# Râul Prahova
Râul Prahova este un râu din sudul României care izvorăște din Clăbucetele Predealului și se varsă la Adâncata din județul Ialomița în râul Ialomița. 
Cei 183 de kilometri, pe care râul îi are, sunt distribuiți astfel pe județe: 6 km în județul Brașov,  161 km în județul Prahova și restul de 16 km în județul Ialomița.

## Generalități
Circa 75% din suprafața județului Prahova face parte din bazinul hidrografic al râului omonim, Râul Prahova. 
Cursul superior al Prahovei, în amonte de confluența cu Azuga este cunoscut și sub numele de Prahovița. Are numeroși afluenți semnificativi de stânga (36) și de dreapta (35).

## Hărți
- Munții Bucegi  Arhivat în 28 mai 2008, la Wayback Machine.
- Harta Munții Bucegi
- Harta Munții Bucegi
- Harta Munții Baiului  Arhivat în 15 iunie 2011, la Wayback Machine.
- Harta județului Prahova